# Colonia Sarmiento
Colonia Sarmiento é um município da Argentina, localizada na província de Formosa.